# Marian Kaiser
Marian Kaiser (ur. 14 stycznia 1933 w Kołodziejewie, zm. 10 kwietnia 1991 w Ratyzbonie)  – polski żużlowiec.
Brat Stanisława Kaisera, również żużlowca.
W połowie lat sześćdziesiątych wyjechał z Polski, osiedlając się na Zachodzie, gdzie przebywał do końca życia.

## Starty w lidze
Starty w lidze polskiej
- Stal Gorzów Wielkopolski – (1950–1952)
- Śląsk Świętochłowice – (1953)
- CWKS Wrocław – (1953–1955)
- CWKS Warszawa – (1956)
- Legia Warszawa – (1957–1959)
- Legia / Wybrzeże Gdańsk – (1960–1966)

## Osiągnięcia
Indywidualne Mistrzostwa Świata
- 1960 –  Londyn – Wembley – 15. miejsce – 1 pkt → wyniki
- 1966 –  Göteborg – Ullevi – 11. miejsce – 5 pkt → wyniki
- [1]
- [2]1960 –  Göteborg – 4. miejsce – 2 pkt / 7 pkt → wyniki
- 1961 –  Wrocław   – – 10 pkt / 32 pkt →wyniki
- 1962 –  Slany     – 3. miejsce – 9 pkt / 20 pkt → wyniki
- 1963 –  Malmö     – 4. miejsce  – 1 pkt / 7 pkt → wyniki

Indywidualne Mistrzostwa Polski
- 1957 – Rybnik – 1. miejsce → wyniki
- 1958 – Rybnik – 6. miejsce → wyniki
- 1960 – Rybnik – 2. miejsce → wyniki
- 1961 – Rzeszów – 2. miejsce → wyniki
- 1962 – Rzeszów – 4. miejsce → wyniki
- 1963 – Rybnik – 3. miejsce → wyniki
- 1965 – Rybnik – 4. miejsce → wyniki

Złoty Kask
- 1961 – 9 turniejów –  3. miejsce → wyniki
- 1962 – 8 turniejów –  1. miejsce → wyniki
- 1963 – 6 turniejów –  6. miejsce → wyniki
- 1964 – 7 turniejów –  4. miejsce → wyniki
- 1965 – 8 turniejów – 13. miejsce → wyniki
- 1966 – 7 turniejów – 11. miejsce → wyniki

| Osiągnięcia:                       | Osiągnięcia: | Najwyższe: 11. miejsce (rok 1966)                                | Najwyższe: 11. miejsce (rok 1966)                                | Najwyższe: 11. miejsce (rok 1966)                                | Najwyższe: 11. miejsce (rok 1966) |
| Sezon                              | Miasto       | Msc                                                              | Pkt                                                              | Biegi                                                            | Uwagi                             |
| ↓ W barwach reprezentacji Polski ↓ |              |                                                                  |                                                                  |                                                                  |                                   |
| 1956                               | Londyn       | Został zastąpiony przez innego zawodnika w Finale Kontynentalnym | Został zastąpiony przez innego zawodnika w Finale Kontynentalnym | Został zastąpiony przez innego zawodnika w Finale Kontynentalnym |                                   |
| 1957                               | Londyn       | 12. miejsce w Finale Europejskim                                 | 12. miejsce w Finale Europejskim                                 | 12. miejsce w Finale Europejskim                                 |                                   |
| 1958                               | Londyn       | 7. miejsce w Finale Europejskim                                  | 7. miejsce w Finale Europejskim                                  | 7. miejsce w Finale Europejskim                                  |                                   |
| 1959                               | Londyn       | 10. miejsce w Ćwierćfinale Kontynentalnym                        | 10. miejsce w Ćwierćfinale Kontynentalnym                        | 10. miejsce w Ćwierćfinale Kontynentalnym                        |                                   |
| 1960                               | Londyn       | 15                                                               | 1                                                                | (0,1,0,0,0)                                                      |                                   |
| 1961                               | Malmö        | 16. miejsce w Finale Europejskim                                 | 16. miejsce w Finale Europejskim                                 | 16. miejsce w Finale Europejskim                                 |                                   |
| 1962                               | Londyn       | 11. miejsce w Finale Europejskim                                 | 11. miejsce w Finale Europejskim                                 | 11. miejsce w Finale Europejskim                                 |                                   |
| 1963                               | Londyn       | 14. miejsce w Finale Europejskim                                 | 14. miejsce w Finale Europejskim                                 | 14. miejsce w Finale Europejskim                                 |                                   |
| 1964                               | Göteborg     | 15. miejsce w Półfinale Kontynentalnym                           | 15. miejsce w Półfinale Kontynentalnym                           | 15. miejsce w Półfinale Kontynentalnym                           |                                   |
| 1966                               | Göteborg     | 11                                                               | 5                                                                | (0,0,3,1,1)                                                      |                                   |

| Osiągnięcia:                       | Osiągnięcia: | 1 raz • 1 raz • | 1 raz • 1 raz • | 1 raz • 1 raz • | 1 raz • 1 raz • |
| Sezon                              | Miasto       | Msc             | Pkt             | Biegi           | Uwagi           |
| ↓ W barwach reprezentacji Polski ↓ |              |                 |                 |                 |                 |
| 1960                               | Göteborg     | 4               | 2               | (1,1,0,0)       |                 |
| 1963                               | Wrocław      | 1               | 10              | (3,3,1,3)       |                 |
| 1962                               | Slany        | 3               | 9               | (2,3,1,3)       |                 |
| 1963                               | Wiedeń       | 4               | 1               | (0,0,1,0)       |                 |

## Inne ważniejsze turnieje
| Osiągnięcia: | Osiągnięcia: | 3 miejsca (1961), (1965) | 3 miejsca (1961), (1965) | 3 miejsca (1961), (1965) | 3 miejsca (1961), (1965) |
| Sezon        | Miasto       | Msc                      | Pkt                      | Biegi                    | Kluby                    |
| 1955         | Leszno       | 11                       | 6                        | (2,1,0,2,1)              | Świętochłowice           |
| 1957         | Leszno       | 5                        | 8                        | (3,2,1,2)                | Legia Warszawa           |
| 1960         | Leszno       | 7                        | 7                        | (2,2,1,2)                | Legia Warszawa           |
| 1961         | Leszno       | 3                        | 10                       | (3,3,2,2)                | Gdańsk                   |
| 1962         | Leszno       | 6                        | 6                        | (2,2,0,2)                | Gdańsk                   |
| 1964         | Leszno       | 13                       | 0                        | (0,0,d,0)                | Gdańsk                   |
| 1965         | Leszno       | 3                        | 9                        | (3,3,1,2)                | Gdańsk                   |